# Podhorce (rejon złoczowski)
Podhorce (ukr. Підгірці) – wieś w rejonie złoczowskim obwodu lwowskiego Ukrainy. W II Rzeczypospolitej miejscowość była siedzibą gminy wiejskiej Podhorce w powiecie złoczowskim województwa tarnopolskiego.

## Położenie
Na podstawie Słownika geograficznego Królestwa Polskiego i innych krajów słowiańskich to: wieś w powiecie złoczowskim, położona 8 km na południowy wschód od sądu powiatowego w Olesku, 17 km na północny wschód od sądu powiatowego, stacji kolejowej i urzędu poczty i telegrafu w Złoczowie i około 17 km od Brodów.

## Nazwa
Nazwa wsi jest trafna, gdyż miejscowość ta znajduje się u podnóża góry skąd rozciąga się rozległa równina doliny Styru. Północna część wsi leży w dorzeczu Dniepru, za pośrednictwem rzeczki Łahodówki, dopływu Styru. Południowa część położona jest w dorzeczu Wisły za pośrednictwem jednego z ramion Bużka Oleskiego, dopływu Bugu. Środkiem wsi przebiega główny europejski dział wodny, który tworzy część Woroniaków. Pasmo to wznosi się w Podhorcach do 403 m.

## Historia
- Archeolodzy odkryli w Podhorcach groby typu płytowego i kurhanowego pochodzące z X wieku, w których natrafiono na zwłoki złożone w drewnianych korytach lub skrzyniach, zbitych z brusów z zastosowaniem żelaznych gwoździ. Znaleziono też groby pochodzące z wczesnej epoki chrześcijaństwa, w których symbole nowej religii występują na przemian z symbolami pogańskimi. Znaleziono w nich m.in. takie upominki grobowe jak żelazne noże, osełki, krzesiwa, kabłączki skroniowe, pierścionki, wiadra drewniane z okuciami żelaznymi i gliniane naczynia.
- W Podhorcach znajduje się jedno z najokazalszych horodyszcz na Podolu, tzw. 'Pleśnisk'. Znajdował się tu gród Rusi Halickiej, wzmiankowany po raz pierwszy w 1188 i doszczętnie zniszczony przez Tatarów w 1240.
- Osada Podhorzec wzmiankowana była już przed rokiem 1400; od 1440 Podhorce stanowiły własność Podhoreckich, od 1633 Koniecpolskich, od 1682 – królewicza Jakuba Sobieskiego; po I rozbiorze, od 1772 znajdowała się na terenach należących do Królestwa Galicji i Lodomerii w Cesarstwie Austriackim w Galicji i była własnością Rzewuskich (od 1725 do 1865), a następnie Sanguszków. W roku 1857 Podhorce zamieszkiwali głównie Polacy i Rusini (ogółem 630 osób według spisu ludności z owego roku). Parafia greckokatolicka loco, a rzymskokatolicka w wiosce Prussy. Właścicielem tabularnym wioski był w tym okresie Józef Ubysz. W latach 1919–1939 ponownie w Polsce w powiecie złoczowskim województwa tarnopolskiego; od 1939 do 1991 w Ukraińskiej Socjalistycznej Republice Radzieckiej. Obecnie znajduje się na terytorium Ukrainy.
- W latach 1943–1945 nacjonaliści ukraińscy z OUN-UPA zamordowali tutaj 20 Polaków[4].
- W swojej rezydencji w Podhorcach Wacław Piotr Rzewuski h. Krzywda (1706–1779) hetman wielki koronny, hetman polny koronny, kasztelan krakowski, wojewoda podolski urządził jedną z najświetniejszych scen prywatnych w Europie. Wystawiał tu autorów klasycznych.
- Do 2020 w rejonie brodzkim[5].

## Zabytki
- Zamek-pałac w stylu villa castello należący pierwotnie do Stanisława Koniecpolskiego, zbudowany w latach 1637–1641. W zamku mieściła się dawniej kolekcja malarstwa. Zbiegiem okoliczności zbiór w znacznej części ocalał. Jest rozproszony. Obrazy częściowo przechowywane są w Muzeum Ziemi Tarnowskiej w Tarnowie, w Lwowskiej Galerii Sztuki (Lwów i zamek w Olesku). Niektóre obrazy pochodzące z tej galerii znajdują się w innych muzeach lwowskich (Lwowskie Muzeum Historii Religii, Lwowskie Muzeum Historyczne) i polskich (Muzeum Narodowe w Krakowie i w Warszawie), kilka jest własnością prywatną. Najcenniejszy obraz z całej kolekcji, Miłosierny Samarytanin, dzieło Jacoba Jordaensa, ewakuowany wraz z pewną częścią zbiorów podhoreckich we wrześniu 1939 znajduje się obecnie w São Paulo jako własność Fundacji Romana Sanguszki.
- Kościół pw. św. Józefa i Podwyższenia Krzyża Świętego z lat 1752[6]–1766, wybudowany na zamówienie Wacława Rzewuskiego, według planów Romanusa. Architekt spełnił wizję fundatora kościoła, który chciał mieć w Podhorcach kopię słynnej ‘Basilica di Superga’, znajdującej się w Turynie we Włoszech. Kościół był najpierw kościołem zamkowym, a później parafialnym. Jest budowlą z półkolistą kopułą, oświetloną na szczycie latarnią i ozdobioną krzyżem. Portyk wsparty jest na 14 kolumnach korynckich. Attykę zdobią barokowe figury ciosowe ustawione na osiach ośmiu kolumn przednich, przedstawiające świętych patronów rodziny Rzewuskich. W 1926 kościół zdobiły malowidła autorstwa Łukasza Smuglewicza, który umieścił w kopule 8 medalionów z wyobrażeniami patriarchów starego zakonu. Dekoracje drewniane wnętrza kościoła (w tym piękny chór) wykonał w 1765 snycerz Marcin Twardowski. W ołtarzu głównym znajdował się obraz Szymona Czechowicza, przedstawiający św. Józefa i Podwyższenie św. Krzyża.
- kolumny korynckie z figurami Matki Boskiej Niepokalanej i św. Józefa z 1754, znajdujące się między kościołem a pałacem.
- Austeria – budynek dawnych stajen hetmańskich przekształcony w zajazd. Austerię zdobi dach mansardowy z barokowymi szczytami wspartymi na murowanych słupach.
- Cerkiew z klasztorem bazylianów[7] ufundowana przez Ignacego Miączyńskiego w XVIII wieku, wybudowana na rzucie krzyża łacińskiego z fasadą w stylu barokowym. Kompleks położony jest na południe od kościoła św. Józefa

## Ludzie związani z miejscowością
- Aleksander Koniecpolski (1620–1659) – polski książę, wojewoda sandomierski, regimentarz koronny, chorąży wielki koronny, magnat kresowy, starosta wielu pogranicznych ziem polskich, urodził się w Podhorcach
- Euzebiusz Słowacki – polski teoretyk i historyk literatury, tłumacz, dramatopisarz, ojciec Juliusza Słowackiego, urodzony w Podhorcach